# Placówka Straży Celnej „Niepoczołowice”

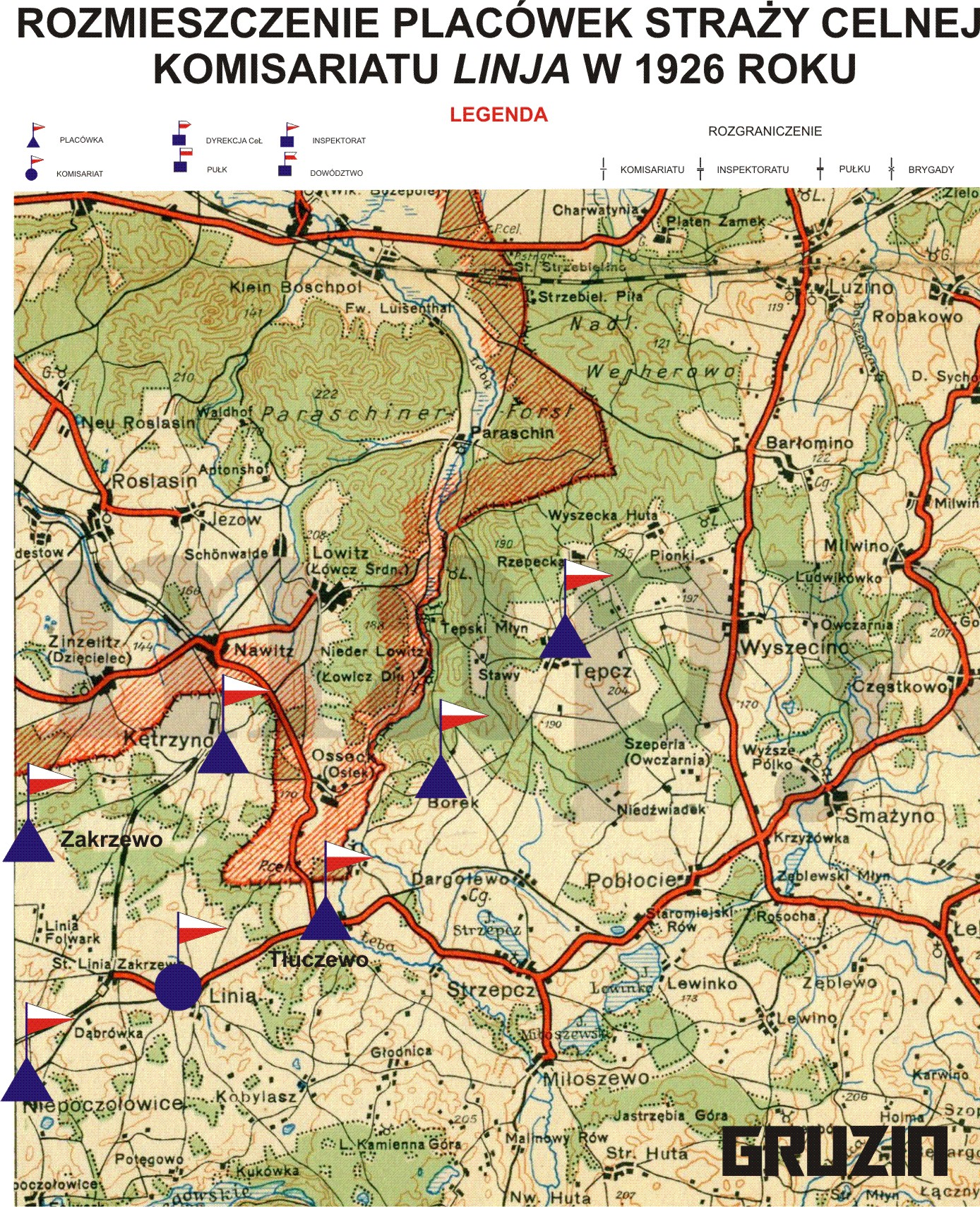
Rozmieszczenie placówek SC Komisariatu Linja

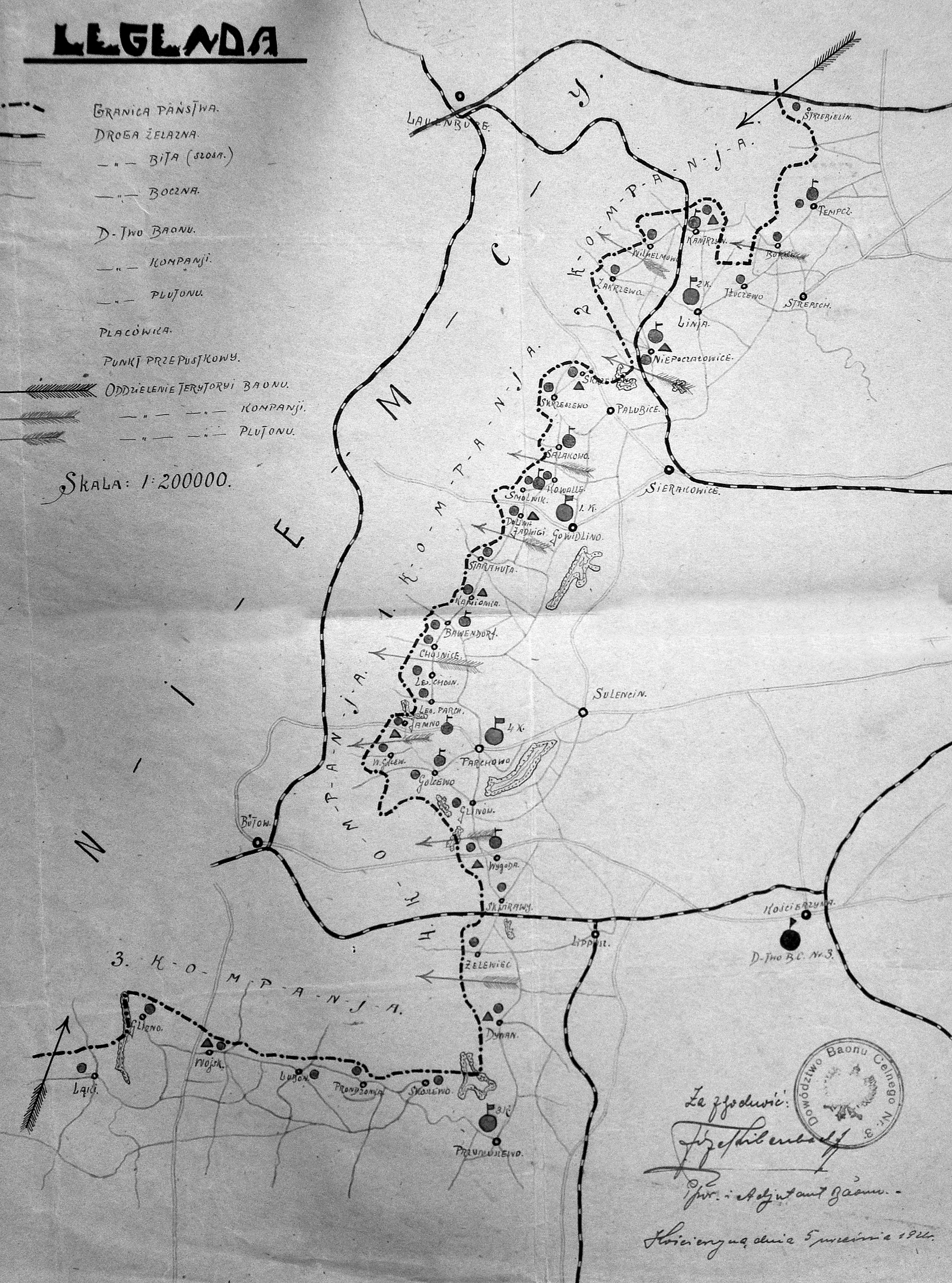
Rozmieszczenie 3 batalionu celnego

Placówka Straży Celnej „Niepoczołowice” – jednostka organizacyjna Straży Celnej pełniąca w okresie międzywojennym służbę ochronną na granicy polsko-niemieckiej.

## Formowanie i zmiany organizacyjne
Na wniosek Ministerstwa Skarbu, uchwałą z 10 marca 1920 roku, powołano do życia Straż Celną. Jednostki Straży Celnej rozpoczęły przejmowanie odcinków granicy od pododdziałów Batalionów Celnych. W 1921 roku w Linii stacjonował sztab 2 kompanii 3 batalionu celnego. 2 kompania celna wystawiła między innymi placówkę w Niepoczołowicach. W 1922 roku w Linii stacjonował sztab 1 kompanii 17 batalionu celnego. 1 kompania celna wystawiła między innymi placówkę w Niepoczołowicach. Proces tworzenia Straży Celnej trwał do końca 1922 roku. Placówka Straży Celnej „Niepoczołowice” weszła w podporządkowanie komisariatu Straży Celnej „Linja” z Inspektoratu SC „Kościerzyna”.
W drugiej połowie 1927 roku przystąpiono do gruntownej reorganizacji Straży Celnej. W praktyce skutkowało to rozwiązaniem tej formacji granicznej. Ochronę północnej, zachodniej i południowej granicy państwa przejęła powołana z dniem 2 kwietnia 1928 roku Straż Graniczna.
Rozkazem nr 2 z 19 kwietnia 1928 roku w sprawie organizacji Pomorskiego Inspektoratu Okręgowego dowódca Straży Granicznej gen. bryg. Stefan Pasławski określił strukturę organizacyjną komisariatu SG „Linia”. Placówka Straży Granicznej I linii „Niepoczołowice” znalazła się w jego strukturze.

## Służba graniczna
Sąsiednie placówki
- placówka Straży Celnej „Zakrzewo” ⇔ placówka Straży Celnej „Kamienicki Młyn” – 1926[10]

## Funkcjonariusze placówki
Kierownicy placówki
| stopień    | imię i nazwisko, numer    | okres pełnienia służby |
| ---------- | ------------------------- | ---------------------- |
| przodownik | Bernard Malikowski (1491) | był w 1926             |

Obsada personalna placówki w 1926:
- przodownik Bernard Malikowski (1491)
- starszy strażnik Stanisław Rutkowski (1987)
- strażnik Józef Kasperski (612)
- strażnik Antoni Borożyński (2355)
- strażnik Franciszek Holc (2257)
- strażnik Stanisław Mierzyński (2578)
- strażnik Władysław Pelpiński (2059)